# Эклинд, Иван
И́ван Хе́ннинг Я́льмар Э́клинд (швед. Ivan Henning Hjalmar Eklind; 15 октября 1905, Стокгольм — 23 июля 1981, Стокгольм) — шведский футбольный судья, обслуживал матчи трёх чемпионатов мира, в том числе финал 1934 года (самый молодой судья из судивших финальные матчи). Также судил матчи по хоккею с шайбой и хоккею с мячом.

## Биография
Иван Эклинд работал судьёй на матчах чемпионата Швеции. Стал судьёй международного уровня в 1931 году. Дебютным для него был товарищеский матч между сборными Норвегии и Германии в июне того же года. За карьеру он судил 147 встреч, 30 из них — на уровне сборных. Это были товарищеские матчи, игры чемпионата Скандинавии и чемпионатов мира.

### Чемпионат мира 1934
В 1934 году он получил назначение на обслуживание матчей чемпионата мира в Италии. Среди них были два поединка с участием хозяев поля: полуфинал и финал. В полуфинальной встрече решающий гол Энрике Гуайта забил после ряда нарушений, не зафиксированных судьёй.
Работа Эклинда во время финального матча итальянцев с чехословаками также подвергалась критике. Сообщалось, что перед началом встречи шведский судья получил подробные инструкции лично от Бенито Муссолини, в результате чего многие нарушения правил со стороны итальянцев во время матча судья оставлял без внимания. Многие участники того матча, в частности, лучший голкипер турнира Франтишек Планичка и лучший бомбардир чемпионата Олдржих Неедлы отмечали, что судейство финального матча не было беспристрастным.

### Чемпионат мира 1938
На чемпионате мира в 1938 его роль была не так заметна, однако один из матчей, которые он обслуживал на турнире, стал известен благодаря редкому результату и огромному количеству забитых мячей: в Страсбурге на поле стадиона Мено бразильцы смогли переиграть поляков (6:5) лишь в дополнительное время.
В другом матче с участием Эклинда (переигровке, назначенной для команд, добившихся в первой встрече ничейного результата) уверенно выигрывавшие после первого тайма немцы неожиданно пропустили четыре мяча от швейцарцев и проиграли.

### Дальнейшая карьера
Эклинд продолжал обслуживать международные матчи во время второй мировой войны и после её окончания.
Он также принял участие в чемпионате мира в 1950, но лишь в одном матче.
Судейскую карьеру завершил в 1951 году.

## Статистика в качестве судьи
- Чемпионат Скандинавии 1929—1932 (1 матч)
- Чемпионат Скандинавии 1933—1936 (2 матча)
- Чемпионат Скандинавии 1937—1947 (2 матча)
- Чемпионат Скандинавии 1948—1951 (3 матча)
- Чемпионат мира 1934 (3 матча)
- Чемпионат мира 1938 (2 матча)
- Чемпионат мира 1950 (1 матч)

| Год   | Товарищеские матчи | Чемпионаты Скандинавии | Финальные и отборочные матчи ЧМ | Итого |
| ----- | ------------------ | ---------------------- | ------------------------------- | ----- |
| 1931  | 1                  | 1                      | 0                               | 2     |
| 1932  | 1                  | 0                      | 0                               | 1     |
| 1933  | 0                  | 1                      | 0                               | 1     |
| 1934  | 0                  | 1                      | 3                               | 4     |
| 1935  | 1                  | 0                      | 0                               | 1     |
| 1936  | 0                  | 0                      | 0                               | 0     |
| 1937  | 0                  | 0                      | 1                               | 1     |
| 1938  | 2                  | 0                      | 2                               | 4     |
| 1939  | 2                  | 2                      | 0                               | 4     |
| 1940  | 0                  | 0                      | 0                               | 0     |
| 1941  | 1                  | 0                      | 0                               | 1     |
| 1942  | 0                  | 0                      | 0                               | 0     |
| 1943  | 1                  | 0                      | 0                               | 1     |
| 1944  | 0                  | 0                      | 0                               | 0     |
| 1945  | 1                  | 0                      | 0                               | 1     |
| 1946  | 2                  | 0                      | 0                               | 2     |
| 1947  | 0                  | 0                      | 0                               | 0     |
| 1948  | 0                  | 2                      | 0                               | 2     |
| 1949  | 1                  | 0                      | 0                               | 1     |
| 1950  | 2                  | 0                      | 1                               | 3     |
| 1951  | 0                  | 1                      | 0                               | 1     |
| Итого | 15                 | 8                      | 7                               | 30    |